# Chrysoritis penningtoni
Chrysoritis penningtoni is een vlinder uit de familie van de Lycaenidae. De wetenschappelijke naam van de soort is voor het eerst gepubliceerd in 1938 door Norman Denbigh Riley.
De soort komt voor in Zuid-Afrika (Oost-Kaap).